# Ardisia pyrsocoma
Ardisia pyrsocoma är en viveväxtart som beskrevs av Benjamin Clemens Masterman Stone. Ardisia pyrsocoma ingår i släktet Ardisia och familjen viveväxter. Inga underarter finns listade i Catalogue of Life.